# AMD Phenom II
AMD Phenom II é uma família de microprocessadores da AMD que usa a microarquitetura AMD K10, existindo para suceder o Phenom como processador para desktop's top de linha da marca para o soquete AM2+ e AM3 (este com suporte a memórias DDR3) tendo sido lançado em dezembro de 2008 (AM2+) e fevereiro de 2009 (AM3), contando com processadores dual, triple e quad core (bi, tri e quadriprocessados respectivamente) até 27 de abril de 2010, quando foram lançados os primeiros dois modelos do AMD Phenom II x6 (hexacores).
Os Phenoms II X4 operam sobre a plataforma Dragon da AMD, que inclui também os chipsets da série 790 e as placas gráficas da série Radeon HD 4800. Já o Phenom II Xj6 (codinome Thuban) é o microprocessador da plataforma Leo que também inclui o chipset  AMD 890 e as placas gráficas da série Radeon HD 5800.
Os processadores da família Phenom II tem dois subtipos (além do diferente número de cores), são eles os Phenom II comuns, standart edition e os Phenom II Black Edition, uma versão com multiplicadores de clock desbloqueados, melhorando a capacidade de overclock do processador.

## Modelos
| Família de processadores baseados no AMD Phenom II | Família de processadores baseados no AMD Phenom II | Família de processadores baseados no AMD Phenom II | Família de processadores baseados no AMD Phenom II | Família de processadores baseados no AMD Phenom II | Família de processadores baseados no AMD Phenom II |
| AMD K10                                            | Desktop                                            | Desktop                                            | Desktop                                            | Desktop                                            | Desktop                                            |
| AMD K10                                            | Hexa-core                                          | Quad-core                                          | Quad-core                                          | Triple-core                                        | Dual-core                                          |
| -------------------------------------------------- | -------------------------------------------------- | -------------------------------------------------- | -------------------------------------------------- | -------------------------------------------------- | -------------------------------------------------- |
| Codinome                                           | Thuban                                             | Zosma                                              | Deneb                                              | Heka                                               | Callisto                                           |
| Técnica de miniaturização                          | 45 nm                                              | 45 nm                                              | 45 nm                                              | 45 nm                                              | 45 nm                                              |
| Data de lançamento                                 | Abr 2010                                           | Jun 2010                                           | Jan 2009                                           | Fev 2009                                           | Jun 2009                                           |

### Phenom II X2

#### Callisto
- Dois cores AMD K10 usando o die de um Deneb (4 cores) com 2 cores desabilitados logicamente devido a detecção de defeitos de fabricação.
- Arquitetura de  45 nm
- Cache L1: 64 kB + 64 kB (dados + instruções) por core
- Cache L2: 512 kB por core.
- Cache L3: 6 MB divididos entre todos os cores.
- Controlador de Memória: dual channel DDR2-1066 MHz (AM2+), dual channel DDR3-1333 (AM3)
- Instruções presentes: MMX, Extended 3DNow!, SSE, SSE2, SSE3, SSE4a, AMD64, Cool'n'Quiet, NX bit, AMD-V
- Soquete AM3 apenas, HyperTransport com 2 GHz
- Consumo (Thermal Design Power/TDP): 80 Watts
- Clock de fábrica: 3.0 até 3.4 GHz
- Modelos: Phenom II X2 545 e 555

### Phenom II X3

#### Heka
- Três cores AMD K10 usando o die de um Deneb (4 cores) com 1 core desabilitado devido a detecção de defeitos de fabricação.
- Arquitetura de  45 nm
- Cache L1: 64 kB + 64 kB (dados + instruções) por core
- Cache L2: 512 e 1024 kB por core.
- Cache L3: 6 MB divididos entre todos os cores.
- Controlador de Memória: dual channel DDR2-1066 MHz (AM2+), dual channel DDR3-1333 (AM3)
- Instruções presentes: MMX, Extended 3DNow!, SSE, SSE2, SSE3, SSE4a, AMD64, Cool'n'Quiet, NX bit, AMD-V
- Soquete AM3 apenas, HyperTransport com 2 GHz
- Consumo (Thermal Design Power/TDP): 65 e 95 Watts
- Clock de fábrica: 2.5 até 3.0 GHz
- Modelos: Phenom II X3 705e até 740.

### Phenom II X4

#### Zosma
- Quatro cores AMD K10  usando o die de um Thuban (6 core) com 2 cores desabilitados devido a detecção de defeitos de fabricação.
- Arquitetura de  45 nm
- Cache L1: 64 kB + 64 kB (dados + instruções) por core
- Cache L2: 512 kB por core.
- Cache L3: 6 MB divididos entre todos os cores.
- Controlador de Memória: dual channel DDR2-1066 MHz (AM2+), dual channel DDR3-1333 (AM3)
- Instruções presentes: MMX, Extended 3DNow!, SSE, SSE2, SSE3, SSE4a, AMD64, Cool'n'Quiet, NX bit, AMD-V
- Soquete AM2+, Soquete AM3, HyperTransport com 2 GHz
- Consumo (Thermal Design Power/TDP): 95 Watts.
- Clock de fábrica: 3.0 GHz, até 3.4 GHz com Turbo Core
- Modelo: Phenom II X4 960T.

#### Deneb
Entre as novidades comparando ao Phenom (estes são os primeiros Phenom II) desta versão, estão a nova lisura de gravação em 45 nm - e conseqüentemente clocks maiores, triplo de cache L3 (6MiB), melhor eficiência, e o fim do ColdBug, que limitava os overclocks extremos. Sua nomenclatura tem três dígitos, assim como o Core i7, e será usado inicialmente no socket AM2+.
- Quatro cores AMD K10
- Arquitetura de  45 nm
- Cache L1: 64 kB + 64 kB (dados + instruções) por core
- Cache L2: 512 kB por core.
- Cache L3: 6 MB divididos entre todos os cores.
- Controlador de Memória: dual channel DDR2-1066 MHz (AM2+), dual channel DDR3-1333 (AM3)
- Instruções presentes: MMX, Extended 3DNow!, SSE, SSE2, SSE3, SSE4a, AMD64, Cool'n'Quiet, NX bit, AMD-V
- Soquete AM2+, Soquete AM3, HyperTransport com 2 GHz
- Consumo (Thermal Design Power/TDP): 65, 95, 125 e 140 Watts.
- Clock de fábrica: 2.5 até 3.6 GHz
- Modelos: Phenom II X4 805 até 975 BE.

| Modelo | Clock   | Cache L3 |
| ------ | ------- | -------- |
| B97    | 3,2 GHz | 6 MB     |
| B95    | 3,0 GHz | 6 MB     |
| B93    | 2,8 GHz | 6 MB     |
| 975*   | 3,6 GHz | 6 MB     |
| 970*   | 3,5 GHz | 6 MB     |
| 965*   | 3,4 GHz | 6 MB     |
| 955*   | 3,2 GHz | 6 MB     |
| 945    | 3,0 GHz | 6 MB     |
| 940    | 3,0 GHz | 6 MB     |
| 925    | 2,8 GHz | 6 MB     |
| 920    | 2,8 GHz | 6 MB     |
| 910    | 2,6 GHz | 6 MB     |
| 900    | 2,4 GHz | 6 MB     |
| 820    | 2,8 GHz | 4 MB     |
| 810    | 2,6 GHz | 4 MB     |
| 805    | 2,5 GHz | 4 MB     |

Os modelos com * são Black Edition.

### Phenom II X6

#### Thuban
Adota tecnologia similar ao Turbo Boost da Intel, onde o processador detecta quando apenas um ou dois núcleos estão sendo utilizados (devido a algum programa não otimizado para sistemas de múltiplos núcleos) e eleva o clock dos mesmos.
Suas primeiras versões foram 1055T e 1090T, com TDP's variando entre 95W e 125W.
Suas características são:
- Seis cores AMD K10
- Arquitetura de 45 nm
- Cache L1: 64 kB + 64 kB (dados + instruções) por core
- Cache L2: 512 kB por core.
- Cache L3: 6 MB divididos entre todos os cores.
- Controlador de Memória: dual channel DDR2-1066 MHz (AM2+), dual channel DDR3-1333, 1600, 1866 (AM3)
- Instruções presentes: MMX, Extended 3DNow!, SSE, SSE2, SSE3, SSE4a, AMD64, Cool'n'Quiet, NX bit, AMD-V
- Soquete AM2+, Soquete AM3, HyperTransport com 2 GHz
- Consumo (Thermal Design Power/TDP): 95 e 125 Watts.
- Clocks de fábrica: 2.6 a 3.3 GHz, e até 3.7 GHz com Turbo Core.
- Modelos: Phenom II X6

- 1035T (2.6Ghz)
- 1045T (2.7Ghz)
- 1055T (2.8Ghz)
- 1065T (2.9Ghz)
- 1075T (3.0Ghz)
- 1090T BE (3.2Ghz)
- 1100T BE (3.3Ghz)